# Jawor
Jawor (in tedesco Jauer, in ceco Javor) è una città polacca del distretto di Jawor nel voivodato della Bassa Slesia.
Ricopre una superficie di 18,80 km² e nel 2007 contava 24 270 abitanti.